# Paramilitarismo en Colombia
El paramilitarismo en Colombia hace referencia principalmente al fenómeno histórico relacionado con la acción de grupos armados organizados afines al gobierno en distintos momentos históricos del país: el término actualmente se usa con dos significados historiográficos distintos:
Primero durante La Violencia (entre 1925 y 1958), para denominar a los pájaros y chulavitas, autodenominados "Guerrillas de paz", que eran grupos conservadores organizados por el gobierno para combatir a las guerrillas liberales insurgentes, sobre todo en el Altiplano Cundiboyacense, el Tolima y el Valle del Cauca.
Segundo desde 1960 en el marco del conflicto armado interno de Colombia se emplea para nombrar a grupos ilegales (con diferentes denominaciones según su región de acción), organizados con el fin de combatir a las guerrillas comunistas o izquierdistas surgidas en la misma década (ELN, FARC-EP, EPL y desde 1974 el M-19), junto al Ejército Nacional y a la Policía Nacional, sin el velo de la legalidad del que se veían investidos los militares.
Estos grupos paramilitares, también denominados autodefensas, se extendieron por diversas regiones del territorio nacional con la participación de políticos, ricos hacendados, empresarios, colonos, ganaderos, narcotraficantes, mineros, campesinos e industriales. 
En la década de los años 1990, se crearon diversos grupos de autodefensa legal denominados como las Cooperativas de vigilancia Convivir, los cuales en 1997 con su desintegración muchos pasaron a conformar una entidad mayor uniéndose con otros grupos preexistentes, de influencia nacional, denominada Autodefensas Unidas de Colombia (bajo la sigla AUC). Posterior a la desmovilización de las AUC en 2006, los grupos que no hicieron parte de esta pasarían a ser considerados Bacrim (Bandas Criminales), y GAO (Grupos Armados Organizados) en la actualidad se desconoce si siguen existiendo estos grupos constituidos como paramilitares.

## Historia del paramilitarismo

### Antecedentes y Orígenes
Durante las guerras civiles del siglo XIX los grandes latifundistas y oligarquías regionales financiaron y conformaron ejércitos privados para que protegieran sus tierras y sus privilegios en medio de la confrontación.
En la génesis y desarrollo histórico de los grupos paramilitares estuvieron involucrados agentes del Estado como policías y militares, además de representantes políticos y de sectores socioeconómicos como hacendados, ganaderos, industriales, colonos, y campesinos.

### Los Chulavitas y Pájaros
A partir de la violencia de los años 40 y 50, mientras que la Policía del lado del gobierno de turno conservador armó a los campesinos llamados Chulavitas del Departamento de Boyacá, para atacar a las poblaciones liberales y asegurar el triunfo del partido conservador, los terratenientes utilizaron a los llamados “Pájaros o Guerrillas de Paz” como fueron conocidos en los Departamentos del Valle del Cauca y Cauca con el fin de salvaguardar sus propiedades de las guerrillas liberales llamados por sus enemigos bandoleros, realizar persecución política y extenderse territorialmente. El detonante de la violencia política fue el 9 de abril de 1948, cuando el candidato liberal Jorge Eliécer Gaitán fue asesinado, hecho que dio origen a una revuelta popular conocida como "El Bogotazo" y a un largo periodo de enfrentamientos entre liberales y conservadores en el campo que dejó un saldo de por lo menos 300 mil muertos conocido como La Violencia.

### Aparición de las autodefensas modernas

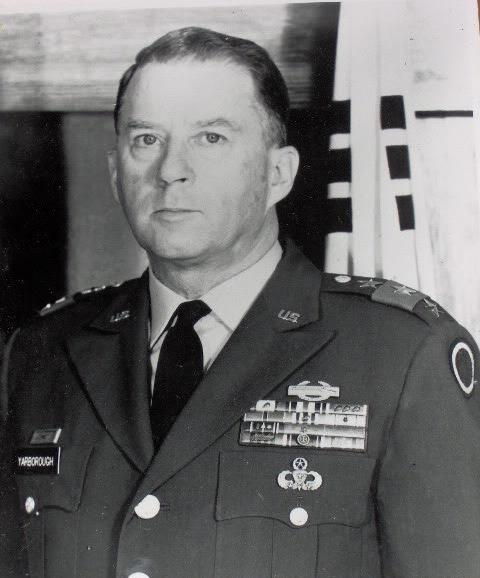
General William P. Yarborough quien recomendó la creación de grupos paramilitares para contener la amenaza comunista.

Tras un periodo de régimen militar de cuatro años (1953-1957) producto de un golpe de Estado por el General Gustavo Rojas Pinilla apoyado por los conservadores y liberales, se desmovilizaron las guerrillas liberales,  y por ende, los paramilitares conservadores. Posteriormente el Partido Conservador y el Liberal formaron el Frente Nacional, un acuerdo político que les permitió sellar la paz y alternarse en el poder durante 16 años dejando al margen a otras fuerzas políticas.
Ya en los años 50, el Coronel Sierra Ochoa (gobernador militar de Caldas y que combatió a las guerrillas liberales del llano) sistematizó esta política de represión y en febrero de 1962, luego de una visita al país del General William P. Yarborough, Director de investigaciones del Centro de Guerra Especial de Fort Bragg (Carolina del Norte, Estados Unidos), encargado de revaluar la estrategia militar de Estados Unidos en Vietnam, Argelia y Cuba, redactó un Suplemento Secreto al Informe de su visita que hablaba de la creación de organizaciones de “tipo antiterrorista” y para la “lucha anticomunista”,  en los siguientes términos “Debe crearse ahora mismo un equipo en el país acordado para seleccionar personal civil y militar con miras a un entrenamiento clandestino en operaciones de represión, por si se necesitaren después”.
En desarrollo de esta estrategia contrainsurgente, y sustentada en la doctrina de seguridad nacional, es dictado el decreto 3398 de 1965, convertido en legislación permanente con la ley 48 de 1968, que sirvieron para que la Fuerza Pública organizara la "defensa nacional", "defensa civil" y entrenará, dotará de armas a habitantes en zonas de Conflicto con la finalidad de involucrarse directamente en la confrontación y los apoyara en la lucha contrainsurgente, es decir estas normas fueron el fundamento para la promoción y organización de las "autodefensas", y/o paramilitares, siendo a partir de este momento que se emplea el término paramilitar en la historia del país.
El 25 de diciembre de 1965 el gobierno de Guillermo León Valencia expide el Decreto 3398 (luego Ley 48 de 1968 durante el gobierno de Carlos Lleras Restrepo) que permite a los militares entregar armas de uso privativo de las FF.MM a los civiles y constituir grupos armados de autodefensa coordinados por el Ejército Nacional. Esta normativa fue declarada inexequible o inconstitucional por la Corte Suprema de Justicia el 25 de mayo de 1989. Desde 1969 se emitieron una serie de Manuales y Reglamentos Contraguerrillas por el Ejército Colombiano, los cuales evidenciaron la creación de grupos paramilitares bajo la aprobación del Gobierno Colombiano.
Entre 1976 y 1994, la alianza entre militares y paramilitares cometió múltiples violaciones a los derechos humanos en Cimitarra (Santander), bajo el nombre de Movimiento Democrático Armado contra la Subversión y posteriormente usarían el nombre de Muerte A Secuestradores.

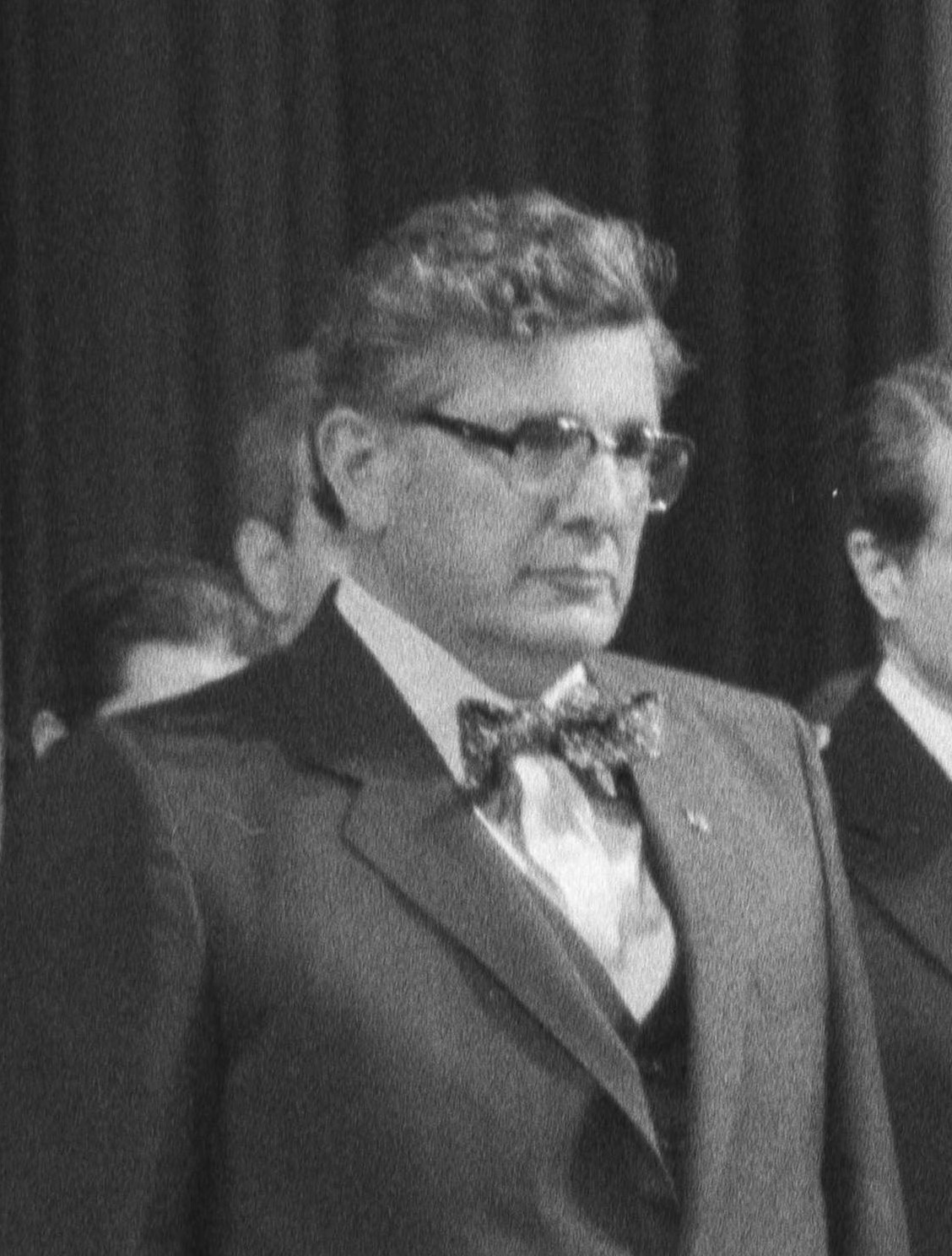
Julio César Turbay Ayala, presidente de Colombia entre 1978-1982, donde se implemento el Estatuto de Seguridad

### Estatuto de seguridad
Ante la nítida constitución y accionar de grupos guerrilleros de izquierda que empezaron a hacer presencia en lugares apartados donde el estado colombiano no la ejercía, tales como las FARC-EP, el ELN, el EPL, y el M-19, en el gobierno de Julio César Turbay se elaboró el Estatuto de Seguridad y Defensa de la Democracia, expedido en 1978, el cual contenía los fundamentos para combatir a los grupos guerrilleros mediante la organización de la "defensa nacional", mecanismos para garantizar la "defensa civil" y la creación de "autodefensas". Con base en dichas normas, los encargados de la fuerza pública colombiana adiestraron, y dotaron de armamento a civiles en áreas de conflicto con la finalidad de que la ciudadanía se involucre en el conflicto armado y ayudará a las fuerzas de gobierno a derrotar a los grupos insurgentes.
Ante las críticas presentadas nacional e internacionalmente frente al Estatuto de Seguridad, debido a las denuncias de violación a los derechos humanos y la involucración de civiles en el conflicto interno, el estado colombiano desarrolló la Estrategia del Conflicto de Baja Intensidad en 1982, el cual demostró su ineficacia para responder a la amenaza representada por el aumento de la acción de los grupos ilegales de izquierda y los nuevos grupos ilegales de derecha. Este incremento, traducido en mayor cantidad de acciones bélicas, atentados y masacres, se logró mediante la infiltración del negocio del narcotráfico como medio de financiación. Los grandes capitales obtenidos de este negocio, primero recaudados mediante el cobro de cuotas a los grupos narcotraficantes por el uso de rutas, insumos y campos para el cultivo, llevaron a que los líderes guerrilleros y paramilitares se apropiaron del negocio, en la medida en que el estado incrementó la persecución a los actores de este negocio ilegal, y obteniendo un fortalecimiento de estos grupos en magnitudes nunca antes vistas. 

#### Alianza Americana Anticomunista
Se constituyó la Alianza Americana Anticomunista o Triple A  a la cual se le han atribuido el haber cometido actos de guerra sucia contrainsurgente. La existencia del grupo y la identidad de algunos de sus miembros se descubrió por primera vez en el diario mexicano El Día en 1980; y se confirmó en Argentina, durante las investigaciones sobre los crímenes perpetrados por la dictadura militar, por la relación que mantuvieron con la organización homónima argentina Triple A.

#### Muerte a secuestradores
Su origen se da cuando miembros del M-19 en Antioquia, secuestraron a Martha Nieves Ochoa hermana de los famosos narcotraficantes del Cartel de Medellín los "Ochoa Vásquez" e hija de Fabio Ochoa Restrepo (Jorge Luis, Juan David y Fabio) en noviembre de 1981, además del fallido secuestro de Carlos Lehder una semana después, los capos reaccionan con todos los recursos a su alcance creando el MAS (Muerte A Secuestradores) organización que sería el germen del moderno Paramilitarismo en Colombia. Cada uno de ellos aportó armas, dinero y hombres, poniéndolos a las órdenes del más activo y poderoso de los narcos, que ya entonces contaba con una fuerte organización militar bajo su mando, Pablo Emilio Escobar Gaviria. Tras matar a unas 200 personas en su búsqueda, entre milicianos, colaboradores y familiares de estos, Ochoa fue liberada a principios de 1982.
Se atribuye al MAS asesinatos, la explosión de una bomba en la casa de la periodista María Jimena Duzán y amenazas de muerte al exministro y defensor de derechos humanos Alfredo Vázquez Carrizosa. Era frecuente encontrar a las afueras de las sedes de los periódicos de todo el país, cadáveres acribillados a bala o colgando de árboles con un cartel que rezabaː "soy del M-19. Soy un secuestrador". Realizaron el asesinato de  jueces, periodistas, y en general, civiles inocentes.
Además participaron en el genocidio de la Unión Patriótica al considerar al partido brazo político de las FARC-EP, a raíz de los acuerdos de La Uribe en 1984. Los asesinatos de miembros de la UP llevaron a la desaparición del movimiento. Dichos asesinatos dieron como resultado la muerte de senadores, diputados, concejales, alcaldes, y candidatos a la presidencia como Bernardo Jaramillo Ossa, asesinado el 22 de marzo de 1990, en el terminal puente aéreo de Bogotá, y a Jaime Pardo Leal, asesinado el 11 de octubre de 1987, en el municipio de La Mesa, Cundinamarca. Los asesinatos fueron encubiertos por el gobierno nacional.

#### Asociación Campesina de Ganaderos y Agricultores del Magdalena Medio
Pronto el modelo del MAS se aplicaría a la región del Magdalena Medio donde nació la ACDEGAM (Asociación Campesina de Ganaderos y Agricultores del Magdalena Medio), una fuerza de autodefensa legal dirigida por el líder liberal Pablo Emilio Guarín y Henry de Jesús Pérez, encargada de combatir la presencia de la guerrilla en la zona con apoyo del Ejército Nacional.
Así mismo surgieron gran cantidad de organizaciones paramilitares, como Los Masetos, Los Tiznados, Rojo Ata entre otros.

#### Autodefensas de Puerto Boyacá

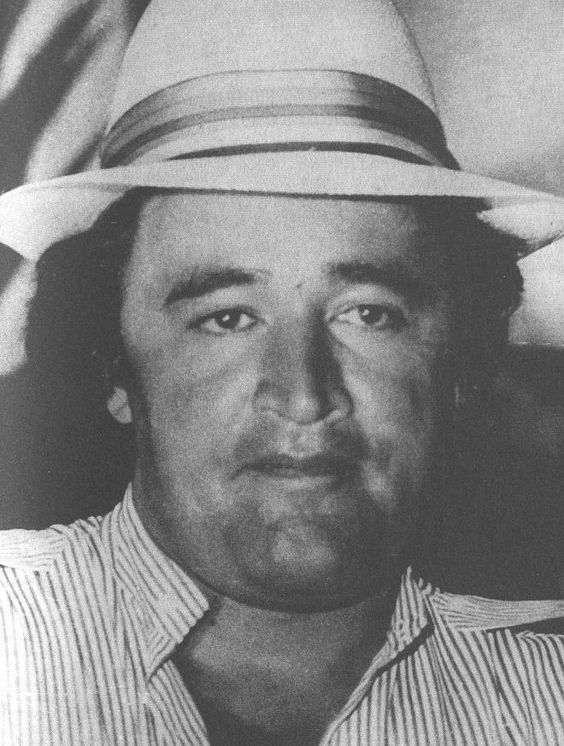
Gonzalo Rodríguez Gacha creador de las autodefensas de Puerto Boyacá.

El narcotraficante José Gonzalo Rodríguez Gacha, enemistado con las FARC-EP a causa de la destrucción de algunos de sus laboratorios en el sur del país y del robo de dinero en efectivo y pasta base de coca en 1983, tomó las banderas de la contrainsurgencia y empezó a apoyar con cuantiosos recursos, entrenamiento y armas a los paramilitares de Puerto Boyacá, nombrada como la capital antisubversiva de Colombia. Rodríguez Gacha apoyó las nacientes Autodefensas Campesinas de Córdoba y Urabá bajo el mando de Fidel y Carlos Castaño Gil cuyo padre fue asesinado en cautiverio por el Frente 22 de las FARC-EP. 
Entre 1982 y 1993 se desarrolló el origen y colapso de las primeras Autodefensas de Puerto Boyacá comandadas por Henry Pérez y su padre Gonzalo. Tras el asesinato de ambos líderes, el exoficial del Ejército Nacional Luis Meneses alias Ariel Otero comandó el grupo paramilitar hasta ser asesinado meses después. Tras el asesinato del dirigente liberal y precursor del paramilitarismo de Puerto Boyacá, Pablo Guarín, a fines de 1987, Gonzalo Rodríguez Gacha El Mexicano líder del Cártel de Medellín se entrevistó con Henry Pérez. Ambos acordaron en contratar instructores extranjeros para preparar a escoltas con el fin de prevenir nuevos ataques de las guerrillas contra las estructuras paramilitares.
El “curso” fue bautizado con el nombre de “Pablo Emilio Guarín Vera” y los alumnos seleccionados: 20 del Magdalena Medio, escogidos por Pérez; 20 de Pacho, escogidos por El Mexicano; 5 de los Llanos, escogidos por Víctor Carranza, y 5 de Medellín, escogidos por Pablo Escobar. El paramilitarismo que surgió en la década de 1980 en el Magdalena Medio se constituyó en la experiencia piloto de grupos de autodefensa en Colombia destinados a combatir a las guerrillas izquierdistas. También sentó las bases para la conformación de las Autodefensas Campesinas de Córdoba y Urabá que posteriormente degeneraron en las AUC, de hecho los hermanos Castaño, recibieron entrenamiento por parte de las Autodefensas de Puerto Boyacá.

#### Autodefensas Campesinas de Córdoba y Urabá
En 1979, presumiblemente el cuarto frente de las FARC-EP, secuestraron al padre de los "hermanos Castaño Gil" (Fidel, Vicente y Carlos) Jesús Castaño en Amalfi, Antioquia, torturado y asesinado pese a que sus hijos habían pagado la mitad del rescate exigido por los captores.
Conocidas inicialmente como Muerte a Revolucionarios del Nordeste, que fue una etiqueta que enmascara una empresa criminal que operó dentro del Batallón Bomboná en la región.
En Urabá el primer reducto paramilitar se creó en la hacienda "Las Tangas", propiedad de los hermanos Castaño a finales de la década de 1980. Bajo el nombre de "Los Tangueros" perpetraron en 1988 la masacre de Honduras y La Negra, en Turbo (Antioquia).
La desmovilización del Ejército Popular de Liberación (EPL) ante la Asamblea Constituyente de 1991 fue uno de los aspectos que permitieron el crecimiento del grupo paramilitar. Sin embargo, disidentes de esta guerrilla y algunos miembros de las FARC-EP comenzaron a asesinar a desmovilizados sospechosos por haberse aliado con los Castaño, quienes entretanto utilizaban a exmilitantes del EPL para ejecutar asesinatos selectivos. De esta manera, los desmovilizados del EPL fueron claves para la creación de las Autodefensas Campesinas de Córdoba y Urabá (ACCU) en 1995.
Entretanto, en 1992 los Castaño formaron parte de Los Pepes (Perseguidos por Pablo Escobar), en alianza con el Cartel de Cali, enemigos de Pablo Escobar, para llevar a cabo una guerra contra el capo, el cual los estaba persiguiendo. Se ha especulado que durante este período de transición, la organización colaboró con el Bloque de búsqueda para neutralizar a Escobar.
En 1994 Fidel Castaño fue asesinado y el mando de la organización fue asumido por su hermano Carlos.

#### Autodefensas Campesinas del Magdalena Medio
A partir de 1993, durante el período subsiguiente al desplome de las Autodefensas de Puerto Boyacá, comenzó un proceso de autonomización de varios grupos de autodefensa subordinados a la estructura de Puerto Boyacá. Entre los que se destacan están las Autodefensas de Puerto Boyacá (APB), organización reconfigurada en 1996 y comandadas por Arnubio Triana Botalón; y las Autodefensas Campesinas del Magdalena Medio (ACMM), dirigidas por Ramón Isaza.

### Cooperativas de vigilancia Convivir
Debido al creciente accionar guerrillero en los años 1990, surgieron las convivir a nivel nacional. Fueron creadas por el estado, en el Gobierno del liberal César Gaviria Trujillo que emitió el  Decreto Ley 356 de 1994, el cual estableció las condiciones para regular nuevos "servicios especiales de seguridad privada" que operarían en zonas de combate donde el orden público fuese precario y posteriormente reglamentadas por el Gobierno de Ernesto Samper Pizano que el 27 de abril de 1995, una resolución de la Superintendencia de Vigilancia y Seguridad Privada les otorgó a dichos nuevos servicios el nombre de Convivir. Se estima que esta superintendencia autorizó más de 414 Convivir en todo el país.
Los miembros de las CONVIVIR tenían legalmente el derecho a portar armas y equipos de comunicación, de uso exclusivo de las fuerzas militares para proteger a sus comunidades y colaborar con la fuerza pública en la lucha contrainsurgente. El director del Departamento Administrativo de Seguridad (DAS), general Luis Enrique Montenegro, anunció realizar operaciones de inteligencia en asocio con las Convivir.
Las CONVIVIR se organizaron a nivel nacional, siendo difícil establecer su número exacto y el de sus miembros porque depende de qué grupos de seguridad privada sean considerados o no como tales. Existen estimativos que contemplan hasta 414 grupos y, según el presidente de la Federación Nacional de Asociaciones de CONVIVIR Carlos Alberto Díaz, a diciembre de 1997 había más de 120.000 miembros de las CONVIVIR en Colombia. Durante la vigencia de las Convivir se crearon más de 500 cooperativas rurales de seguridad en 24 departamentos.
En 1996 y 1997, el entonces gobernador de Antioquia Álvaro Uribe Vélez y el vicegobernador Pedro Juan Moreno permitieron la organización de las CONVIVIR locales en su departamento. Con base en las reglas establecidas por la administración central del estado, permitieron la creación de 67 de ellas. De igual forma lo hicieron otros Alcaldes y Gobernadores del país.
Según una sentencia del Tribunal de Justicia y paz, los grupos paramilitares expandieron sus redes criminales y fortalecieron sus nexos con la Clase dirigente bajo la fachada de las Convivir.

### Autodefensas Unidas de Colombia

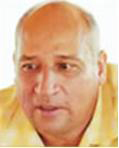
Vicente Castaño comandante de las AUC.

Al conformarse las AUC el 18 de abril de 1997, las Autodefensas Campesinas de Córdoba y Urabá, las del Magdalena Medio y las de los Llanos Orientales se unieron creando las Autodefensas Unidas de Colombia (AUC) que en la práctica se trató de una federación de grupos regionales cuya presencia en el territorio del país experimentó un crecimiento sin precedentes durante los diálogos de paz entre el gobierno de Andrés Pastrana y las FARC-EP (1998-2002).
Posteriormente, en diciembre del mismo año, aprovechando la declaración por parte de las AUC de una tregua unilateral durante la época de Navidad, las FARC-EP atacaron el cuartel general de Carlos Castaño en el Nudo de Paramillo. La retaliación a la incursión guerrillera, que por poco le cuesta la vida al comandante de las autodefensas, no se hizo esperar y, en enero de 1999, las ACCU asesinaron a 130 personas por tener supuestos vínculos con la subversión.
Dentro del clan de los hermanos Castaño, Carlos concentraba la atención de la opinión pública, mientras Vicente fue asumiendo las riendas de las autodefensas. Fue él quien consolidó los primeros bloques de autodefensa encargándose de expandir el fenómeno paramilitar. A mediados de 2001 se reformó el estado mayor de las AUC y una cúpula de varios comandantes asumió la comandancia de la organización.
Se organizaron en Bloques que controlaban extensiones de varios Departamentos y regiones de Colombia. Se estima que eran organizadas en 21 grupos al momento de su desmovilización y eran representados políticamente por Carlos Castaño, Salvatore Mancuso entre otros. Buena parte de la financiación de  las AUC provenía del tráfico de drogas, de armas y en el contrabando.

### Desmovilización de las Autodefensas Unidas de Colombia

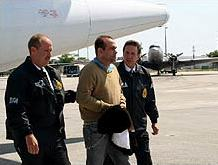
Salvatore Mancuso Comandante de las AUC desmovilizado y extraditado a los Estados Unidos.

Salvatore Mancuso y Vicente Castaño convencieron a los comandantes de las AUC de sentarse en la mesa de negociación con el gobierno de Álvaro Uribe. Como resultado, a mediados de 2003, el grupo firmó un acuerdo de desmovilización con dicho gobierno, dando inicio a un proceso, encabezado por Salvatore Mancuso, en el que las AUC aceptó un armisticio como requisito para una negociación con el gobierno.
En 2004, miembros de las AUC asesinaron a Carlos Castaño por orden de su hermano Vicente, según las investigaciones de la Fiscalía General de la Nación. El cadáver de Carlos, hallado e identificado en agosto de 2006 por las autoridades y varios miembros forenses, se encontraba en Montería, en una zona rural llamada Las Tangas, localidad donde se formaron las primeras facciones paramilitares de las Autodefensas. Uno de los integrantes del grupo, Jesús Roldán Monoleche, suministró la información sobre el cadáver luego de su desmovilización.
Pese a ello, las negociaciones siguieron su curso teniendo como principal escenario la vereda Santa Fe de Ralito en el municipio de Tierralta en el departamento de Córdoba, conocidas también como las conversaciones de Ralito. Sin embargo, ante el vacío jurídico, el gobierno impulsó una ley en el Congreso, conocida como Ley de Justicia y Paz. Esta ley fue aprobada en 2005 y la Corte Constitucional de Colombia modificó, durante la revisión de la misma, varios apartes de la ley, implantando la exigencia de que quienes mintieron o no confesaran todos sus delitos perderían los beneficios jurídicos que otorgaba dicha ley.
Las AUC se desmovilizó tras los diálogos de paz en un proceso bajo la verificación de la Organización de los Estados Americanos (OEA). Las desmovilizaciones se iniciaron el 25 de noviembre de 2003 en Medellín con el bloque Cacique Nutibara y terminaron el 15 de agosto de 2006 con el bloque Elmer Cárdenas. Fueron 38 actos en los que se desmovilizaron 30 150 integrantes de estos grupos armados.
En el mes de julio del año 2004 los jefes Paramilitares Salvatore Mancuso Gómez, Ramón Isaza y Ernesto Báez fueron escuchados por políticos en el Congreso de la República de Colombia donde justifican las masacres de millones de campesinos indefensos que supuestamente eran colaboradores, cómplices o aliados de las Guerrillas (FARC-EP, ELN, EPL, M-19, MA Quintín Lame, ERP) Iván Cepeda saco en una hoja de papel la imagen de su padre y una mujer Lilia Solano dijo "Aquí está una de las fotos de los miles de asesinados y desaparecidos de las víctimas de militares y paramilitares, el Estado creador de Paramilitarismo responda por los crímenes".
El comisionado de paz Luis Carlos Restrepo, designado por el gobierno del presidente Álvaro Uribe Vélez, salió del país tiempo después luego de ser acusado por falsedades en el proceso de desmovilización. La Fiscalía actualmente lo considera "reo ausente". Sin embargo, el 20 de febrero de 2012 el exguerrillero alias 'Olivo Saldaña' declaró en audiencia pública que él fue quien engañó a Luis Carlos Restrepo y a las Fuerzas Militares de Colombia al inflar el número de desmovilizados del Bloque 'Cacica La Gaitana'  y se responsabilizó de haber infiltrado a falsos paramilitares en la desmovilización.

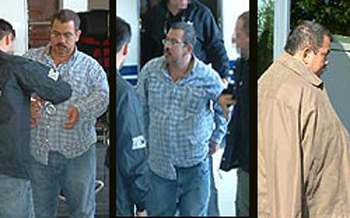
Diego Fernando Murillo 'Don Berna' paramilitar y narcotraficante extraditado en 2008.

### Parapolítica
El escándalo judicial y político que se denominó Parapolítica. Las autodefensas, que en principio se constituyeron como grupos armados para defenderse de las agresiones guerrilleras y en muchas ocasiones como una estrategia anti insurgente desde diversas instituciones del Estado colombiano, pasaron a ser ellas mismas actores políticos armados independientes de gran influencia.Asimismo, los grupos paramilitares se involucraron directamente con mafias de la droga y cometieron actos atroces contra la población civil como masacres y expulsión de sus regiones, fenómeno conocido como "desplazamiento forzado". Muchos de sus máximos jefes fueron pedidos en extradición por el gobierno de los Estados Unidos por sus vínculos con el tráfico de drogas. Fueron finalmente extraditados en 2008 alias 'Jorge 40', Salvatore Mancuso, alias 'Gordolindo', alias 'Don Berna', alias 'Cuco Vanoy' y Hernán Giraldo. En total, son catorce los que fueron entregados al gobierno estadounidense.

### Bacrim, Clan del Golfo y Grupos Armados Organizados
Han surgido diversos grupos, también llamados Bandas Emergentes o Bacrim (acrónimo de Bandas Criminales), entre las que destacan el Clan del Golfo (Autodefensas Gaitanistas de Colombia), Los Buitragueños, Los Caparrapos, Los Rastrojos, el Ejército Revolucionario Popular Antisubversivo de Colombia (ERPAC),y la Oficina de Envigado, entre otros. Estos grupos emergentes se han conformado como mafias y grupos sicariales al servicio de mafias narcotraficantes y son propuestos por algunos analistas como descendientes directos del paramilitarismo. Sin embargo, debido a los tipos de acciones de dichos grupos emergentes, se ha cuestionado si puedan clasificarse con el término "paramilitares" o "paracos".
Se denunció a las denominadas Águilas Negras de no cumplir con el proceso de la desmovilización de los paramilitares, al formar nuevos grupos paramilitares en 2006, y de continuar con sus actividades de narcotráfico (vinculados incluso con las guerrillas) y terrorismo. Se denuncia al grupo del Clan del Golfo como continuador de las acciones paramilitares con un cambio de estrategia de encubrimiento. Estos grupos continúan con sus acciones delictivas, combates con el ELN, narcotráfico, acusados de ser los autores de masacres y asesinato de líderes sociales.

## Víctimas y Crímenes
Los grupos paramilitares o de autodefensa como se autodenominan son responsables de asesinatos, secuestros, masacres, desapariciones, enfrentamientos armados, reclutamiento forzado, atentados, narcotráfico, el secuestro, la expropiación de tierras y la extorsión a funcionarios públicos, empresas, políticos y ciudadanos. y otras acciones violentas muchas en conjunto o complicidad con el Estado Colombiano y sus Fuerzas Militares y Policía Nacional.
En 2008 se realizó en varias ciudades de Colombia y el mundo una marcha en contra de los Crímenes de Estado y del paramilitarismo. Seis personas que participaron en la organización y promoción local de dicha marcha fueron asesinadas, otras desaparecidas y otras varias amenazadas de muerte a través de correos electrónicos y comunicados, por parte de grupos paramilitares surgidos tras la desmovilización de las AUC y que son conocidos como las Águilas Negras. La ONU expresó su preocupación ante los asesinatos y amenazas.

## Paramilitarismo en la cultura colombiana
- Se conoce popularmente como "paraco" a los miembros de organizaciones paramilitares en Colombia.[105][106]
- Uriel Henao, canción La historia de un guerrillero y un paraco
- Mano Negra, Manu Chao, canción El señor matanza
- Tres Caínes, serie del canal RCN del escritor Gustavo Bolívar.[107]
- El documental Impunity (2012) de Hollman Morris y Juan José Lozano.[108]
- Película La sierra. Producida y dirigida por Scott Dalton y Margarita Martínez.
- Referenciado en la película, Miami Vice.
- Carlos Castaño aparece en la segunda temporada de Narcos de Netflix.
- En la música vallenata en los saludos, se registran algunos saludos a paramilitares y a personas relacionadas con estos grupos.[109]
- Matarife Un genocida innombrable, conocida como Matarife La Serie o Matarife, es una serie web del periodista, escritor y abogado colombiano Daniel Mendoza Leal. La serie de tipo corto documental narra los hallazgos periodísticos que relacionan la vida de Álvaro Uribe Vélez con narcotraficantes, paramilitares y políticos corruptos en Colombia. Fue financiada y producida en Australia, Estados Unidos y Colombia.[110]